# Departamento de Copiapó
El Departamento de Copiapó se ubicó en la Provincia de Atacama, y su comuna cabecera departamental fue la ciudad de Copiapó.

## Origen
Oficialmente, la ciudad fue fundada por la colonia española en 1744 por el Gobernador José Antonio Manso de Velasco. Sin embargo, fue durante el período republicano que obtiene rango de Departamento, cuando el mineral de plata de Chañarcillo y los salares del interior comenzaron a llamar la atención del comercio y a generar instalaciones en la zona (1840).
La Provincia de Atacama se creó en 1843 y en ella se consideraba al Departamento de Copiapó como parte integrante. A este Departamento quedaron en 1927 agregados las comunas de: Copiapó, Caldera y Tierra Amarilla, considerándose un solo departamento electoral. Este proceso se realizó mediante el Decreto N° 8.583 del 30 de diciembre de 1927.

## Subdelegaciones
| Municipalidad   | Subdelegaciones               |
| --------------- | ----------------------------- |
| Copiapó         | 2a, Ramadilla                 |
| Copiapó         | 3a, Bodega                    |
| Copiapó         | 4a, La Chimba                 |
| Copiapó         | 5a, San Francisco de la Selva |
| Copiapó         | 6a, Arturo Prat               |
| Copiapó         | 7a, El Hospital               |
| Copiapó         | 8a, San Fernando              |
| Copiapó         | 14a, Cerro Blanco             |
| Copiapó         | 16a, Totoral                  |
| Copiapó         | 18a, San José de Garín        |
| Copiapó         | 19a, Puquios                  |
| Copiapó         | 20a, Bulnes                   |
| Copiapó         | 21a, Bandurrias               |
| Copiapó         | 22a, Punta de Díaz            |
| Caldera         | 1a, Caldera                   |
| Tierra Amarilla | 9a, Tierra Amarilla           |
| Tierra Amarilla | 10a, Pabellón                 |
| Tierra Amarilla | 11a, Los Bordos               |
| Tierra Amarilla | 12a, Los Loros                |
| Tierra Amarilla | 13a, Lomas Bayas              |
| Tierra Amarilla | 15a, San Antonio              |
| Tierra Amarilla | 17a, Chañarcillo              |